# Stanowisko postojowe
Stanowisko postojowe – wydzielona powierzchnia na określonym terenie lub w pomieszczeniu budynku, przeznaczona do postoju lub niezawodowej obsługi jednego pojazdu określonego rodzaju. Jak poprzednio zaznaczono konkretne stanowisko postojowe przeznaczone jest i przystosowane dla określonego rodzaju pojazdu, co w szczególności limituje jego wymagane wymiary. Podczas budowy lub wykonywaniu innych niż budowa robót budowlanych, wymagane jest takie kształtowanie stanowisk postojowych, aby spełnione były określone w przepisach techniczno–budowlanych wymagania oraz zachowane parametry eksploatacyjne, zarówno samego stanowiska postojowego, jak i innych obiektów budowlanych, stanowiących z danym stanowiskiem postojowym całość techniczno–użytkową. Stanowiska postojowe mogą być budowane pojedynczo, bądź w grupach, określanych jako zgrupowanie, w ramach określonego miejsca postojowego.

## Źródła prawne
Źródłem prawnym kształtowania stanowisk postojowych są odpowiednie ustawy i przepisy wykonawcze wydane na podstawie odpowiedniej delegacji ustawowej. I tak:
- dla stanowisk postojowych lokalizowanych na obszarach będących drogami publicznymi w rozumieniu ustawy o drogach publicznych – jest ustawa o drogach publicznych oraz warunki techniczne jakim powinny odpowiadać drogi publiczne i ich usytuowanie[1][2]
- dla stanowisk postojowych lokalizowanych na obszarach niebędących drogami publicznymi w rozumieniu ustawy o drogach publicznych – jest prawo budowlane wraz z przepisami wykonawczymi, tj. odpowiednimi rozporządzeniami dotyczącymi warunków technicznych jakim powinny odpowiadać wyszczególnione obiekty budowlane. Jednak termin stanowisko postojowe nie odnosi się do wszystkich pojazdów w rozporządzeniu o warunkach technicznych, jakim powinny odpowiadać budynki i ich usytuowanie[3], a w prawie budowlanym[4] nie jest stosowany.
- w zakresie oznaczeń stanowisk postojowych – jest ustawa prawo o ruchu drogowym (potocznie nazywana kodeksem drogowym)  wraz z przepisami wykonawczymi, tj. rozporządzeniem w sprawie znaków i sygnałów drogowych, rozporządzeniem w sprawie szczegółowych warunków technicznych dla znaków i sygnałów drogowych oraz urządzeń bezpieczeństwa ruchu drogowego i warunków ich umieszczania na drogach i inne[5][6][7]. Jednak wyrażenia stanowisko postojowe ani miejsce postojowe w kodeksie drogowym nie pojawiają się.

Inne przepisy, w szczególności dla obiektów szczególnych, mogą precyzować inaczej określone wymogi, w zależności do specyfiki obiektu budowlanego.

## Znaki drogowe
Wydzielone stanowisko postojowe oznaczane jest odpowiednim znakiem poziomym określonym w wzorach znaków przez kodeks drogowy i przepisów szczególnych wydanych na podstawie delegacji ustawowej zawartej w tej ustawie, tj. odpowiednich rozporządzeń. Jest to znak P–18: stanowisko postojowe; lub P–20 (tzw. koperta): stanowisko postojowe zastrzeżone. Dodatkowo stanowisko postojowe przeznaczone dla osoby niepełnosprawnej powinno być oznaczone znakiem P-24: miejsce dla pojazdu osoby niepełnosprawnej; ponadto istnieje tabliczka uzupełniająca stosowana w połączeniu ze znakami dotyczącymi parkingu – znak pionowy T-29: informacja o miejscach dla pojazdów przewożących lub kierowanych przez osoby niepełnosprawne mające trudności w poruszaniu się.
|  | znak poziomy P-18: stanowisko postojowe             |  | znak poziomy P-24: miejsce dla osoby niepełnosprawnej                                                                                             |
|  | znak poziomy P-20: stanowisko postojowe zastrzeżone |  | znak pionowy T-29: informacja o miejscach dla pojazdów przewożących lub kierowanych przez osoby niepełnosprawne mające trudności w poruszaniu się |

## Wymagania podstawowe
Podstawowe wymogi określone w przepisach techniczno–budowlanych dotyczące stanowiska postojowego, określają przede wszystkim wymiary geometryczne, w dostosowaniu do rodzaj pojazdu dla którego jest przeznaczone dane stanowisko postojowe, a także uwzględniają potrzeby osób korzystających z danego pojazdu. Potrzeby te są uwzględniane  w kolejnych nowelizacjach przepisów. Na przykład, stanowiska przeznaczone do mycia i niezawodowego przeglądu samochodów na parkingach powinny mieć doprowadzenie wody oraz twardą nawierzchnię ze spadkami zapewniającymi spływ wody do wpustów kanalizacyjnych z osadnikami błota i łapaczami oleju. Nowelizacja przepisów z roku 2017 zmieniła wymiary stanowisk postojowych i ich odległości od budynków i ich części, takich jak ściany i słupy, ale nie wprowadzono zapisów dotyczących rowerów i innych pojazdów.

### Drogi publiczne
Wymiary stanowisk postojowych w obrębie dróg publicznych powinny być nie mniejsze niż:
- samochody osobowe:
  - dla samochodów osobowych, przy usytuowaniu stanowiska w stosunku do osi jezdni pod kątem 0 stopni (równolegle): długość 6,0 m; szerokość 2,5 m
  - dla samochodów osobowych, przy usytuowaniu stanowiska w stosunku do osi jezdni pod kątem 90 stopni (prostopadle) lub innym[b]: długość 5 m[9]; szerokość 2,3 m
  - dla samochodów osobowych z przyczepą, przy usytuowaniu stanowiska w stosunku do osi jezdni pod kątem 0 stopni (równolegle): długość 10,0 m; szerokość 2,5 m
  - dla samochodów osobowych dla osób niepełnosprawnych, przy usytuowaniu stanowiska w stosunku do osi jezdni pod kątem 90 stopni (prostopadle): długość 5 m; szerokość 3,6 m; przy sytuowaniu miejsca wzdłuż osi jezdni szerokość można ograniczyć do 2,3 m jeśli zapewnione zostanie dojście do takiego stanowiska.
- samochody ciężarowe:
  - dla samochodów ciężarowych, przy usytuowaniu stanowiska w stosunku do osi jezdni pod kątem 0 stopni (równolegle): długość 15,0 m; szerokość 3,0 m
  - dla samochodów ciężarowych, przy usytuowaniu stanowiska w stosunku do osi jezdni pod kątem 90 stopni (prostopadle) lub innym[b]: długość 8,0 m; szerokość 3,5 m
  - dla samochodów ciężarowych z przyczepą lub członowych, przy usytuowaniu stanowiska w stosunku do osi jezdni pod kątem 0 stopni (równolegle): długość 30,0 m; szerokość 3,0 m
  - dla samochodów ciężarowych z przyczepą lub członowych, przy usytuowaniu stanowiska w stosunku do osi jezdni pod kątem 60 lub 90 stopni (prostopadle), przy czym stanowiska takie powinny być wykonane jako przelotowe: długość 19,0 m; szerokość 3,5 m
- autobusy:
  - dla autobusów, przy usytuowaniu stanowiska w stosunku do osi jezdni pod kątem 0 stopni (równolegle): długość 19,0 m; szerokość 3,0 m
  - dla autobusów, przy usytuowaniu stanowiska w stosunku do osi jezdni pod kątem 90 stopni (prostopadle) lub innym[b]: długość 10,0 m; szerokość 4,0 m.

Pochylenie stanowisk postojowych nie powinno być większe niż:
- 2,5% dla pochylenie podłużnego oraz poprzecznego przy nawierzchni twardej ulepszonej
- 3,5% dla pochylenie poprzecznego przy nawierzchni twardej nieulepszonej.

### Pozostałe
Wymiary stanowisk postojowych dla samochodów osobowych, powinny być nie mniejsze niż:
- przy usytuowaniu stanowiska w stosunku do osi jezdni (drogi manewrowej) pod kątem 0 stopni (równolegle): długość 6,0 m; szerokość 2,3 m
- przy usytuowaniu stanowiska w stosunku do osi jezdni pod kątem 90 stopni (prostopadle) lub innym[b]: długość 5,0 m; szerokość 2,3 m.

Dla samochodów osobowych użytkowanych przez osoby niepełnosprawne wymagania dotyczące najmniejsze szerokości takich miejsc są następujące:
- 3,6 m, lub
- 2,3 m, przy usytuowaniu stanowiska w stosunku do osi jezdni (drogi manewrowej) pod kątem 0 stopni (równolegle) oraz gdy zapewniona zostanie możliwość korzystania z przylegajàcego do stanowiska postojowego dojścia lub ciągu pieszo–jezdnego.

Przepisy stawiają również wymogi co do wykonania nawierzchni stanowisk postojowych jako utwardzonej, co najmniej gruntowej stabilizowanej, ze spadkiem zapewniającym spływ wody. Ponadto rozporządzenie określa wymagania dla stanowisk postojowych przeznaczonych do mycia i niezawodowego przeglądu, usytuowanych w zgrupowaniach miejsc postojowych:
- dodatkowego wyposażenia w doprowadzenie wody oraz
- wykonanie twardej nawierzchni ze spadkami zapewniającymi spływ wody do wpustów kanalizacyjnych z osadnikami błota i łapaczami oleju.